# Meister der Flora

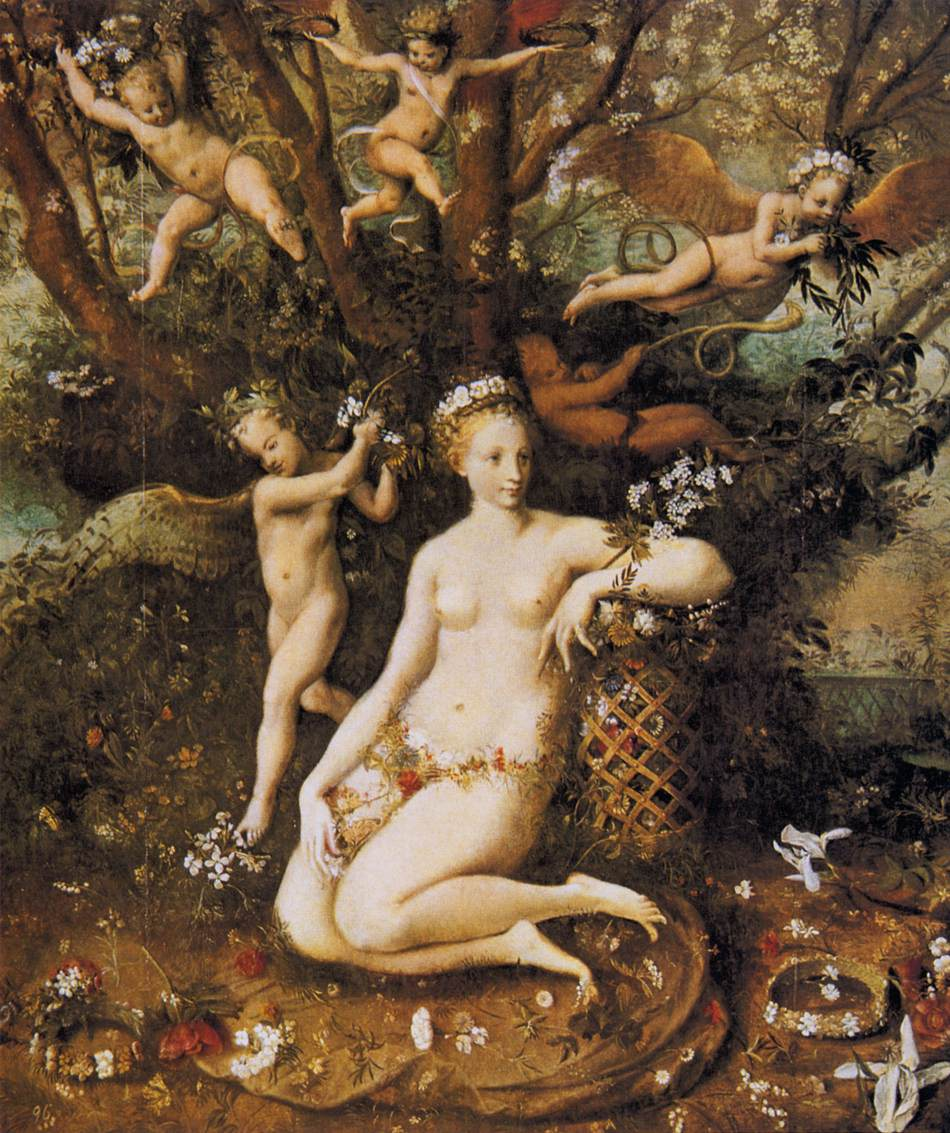
Flora-Meister: Allegorie der Flora, Frankreich, 1550–75

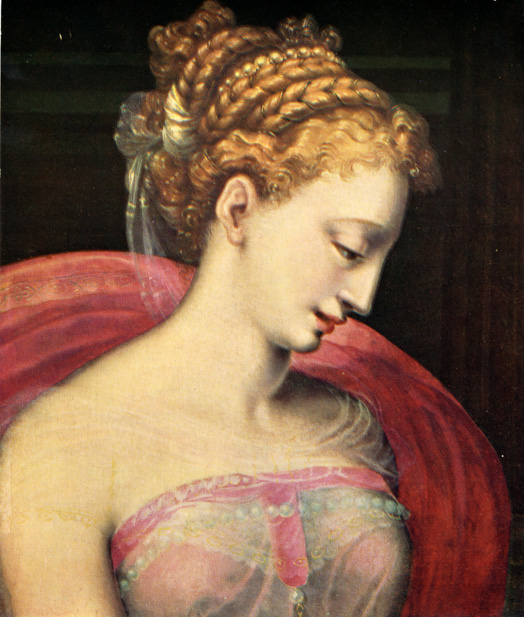
Flora-Meister: Detail des Bildnisses einer Dame, Frankreich, 1550–75

Um den Namen Meister der Flora oder Flora-Meister (franz. Maître de Flore) wird eine kleine Reihe von Bildern gruppiert, die zwischen ca. 1555 und 1570 in Frankreich im Stile der Schule von Fontainebleau geschaffen wurden. Dabei wird in der Kunstgeschichte noch untersucht, ob es sich um einen oder mehrere Künstler handelt, die diese stilistisch einander sehr nahestehenden unsignierten Renaissance-Bilder gemalt haben.

## Namensgebung
Die Hauptbilder der Gruppe, nach denen der Notname gegeben wird, sind allegorische Darstellungen der Flora in Sammlungen in San Francisco und privater Hand. Von dem Maler dieser Bilder wird angenommen, dass er eventuell aus Italien an den Hof nach Fontainebleau kam. Weitere Bilder im gleichen Stil wurden dem Meister zugeordnet, jedoch will man an der Entstehung der Gruppe dieser Bilder eventuell auch andere Maler beteiligt sehen.

## Stil
Der Stil der Flora-Bilder steht der künstlerisch glanzvollen Gestaltung der Ausstattung des Schlosses von Fontainebleau mit Bildern und Fresken oder auch Bildteppichen sehr nahe. Ihr manieristischer Stil steht am Übergang der von Nachempfindung der Antike geprägten Renaissance in Italien zum opulenten Barock des französischen Königshofes. In den Werken um die Flora-Bilder ist der Einfluss von Rosso Fiorentino und Francesco Primaticcio erkennbar, Malern, die die Ausgestaltung von Fontainebleau entscheidend beeinflussten.

## Werke (Auswahl)
- Flora. San Francisco, California Palace of the Legion of Honour (ehemals in Montpellier, Sammlung d’Albenas)
- Flora, Privatbesitz

Neben den sicher von dem Meister der Flora geschaffenen Bilder der Flora wird der Gruppe der Bilder um diesen Meister zugerechnet:
- Der Triumph der Flora. Privatbesitz
- Geburt des Cupid. Metropolitan Museum, New York
- Cephalus und Procris  (Zeichnung). The Morgan Library & Museum, New York,
- Allegoria dell'Abbondanza. Museo d'Arte della Città, Ravenna

## Identifizierung
Es wurde vorgeschlagen, dass der wahre Name des Meister der Flora Ruggiero de Ruggieri, ein Verwandter und Mitarbeiter von Francesco Primaticcio oder Giulio Camillo Dell'Abate, Sohn und Mitarbeiter des Nicolò dell’Abbate sein könnte, Maler, die alle um 1550 nachweisbar in Fontainebleau tätig waren.